# Маргарита Радінська
Маргарита Радінська (болг. Маргарита Радинска; 9 грудня 1945, Габрово — 5 червня 2024, Софія) — болгарська естрадна співачка 1960-70-тих років.

## Біографія
Учениця відомого композитора та музичного педагога Анґела Заберського, з яким одружилася 1968. Перші кроки на естраді здійснила з популярними оркестрами «Балкантон» і «Софія». Серед найвідоміших пісень «Не забравяй», «Моята дъщеря», «Когато те потърся», «Твоята усмивка», «Бенг бенг», «Първа среща». До більшості створено чорно-білі кінозамальовки.
Здобула нагороду на фестивалі «Златният Орфей» (1978) з піснею чоловіка «Бяло крило». Брала активну участь у міжнародних фестивалях, багато гастролювала за кордоном. Проте з невідомих причин різко припинила співацьку кар'єру на початку 1980-тих.
У 2000-их викладала в академічних музичних закладах. 2011 овдовіла.